# São José do Seridó
São José do Seridó es un municipio en el estado del Rio Grande do Norte (Brasil), localizado en la región del Seridó, en la microrregión del Seridó Oriental, mesorregión Central Potiguar. De acuerdo con el censo realizado por el IBGE (Instituto Brasileño de Geografía y Estadística) en el año 2009, su población es de 4.066 habitantes. Área territorial de 194 km². Fue instalado en 1962.